# Ipari régészet

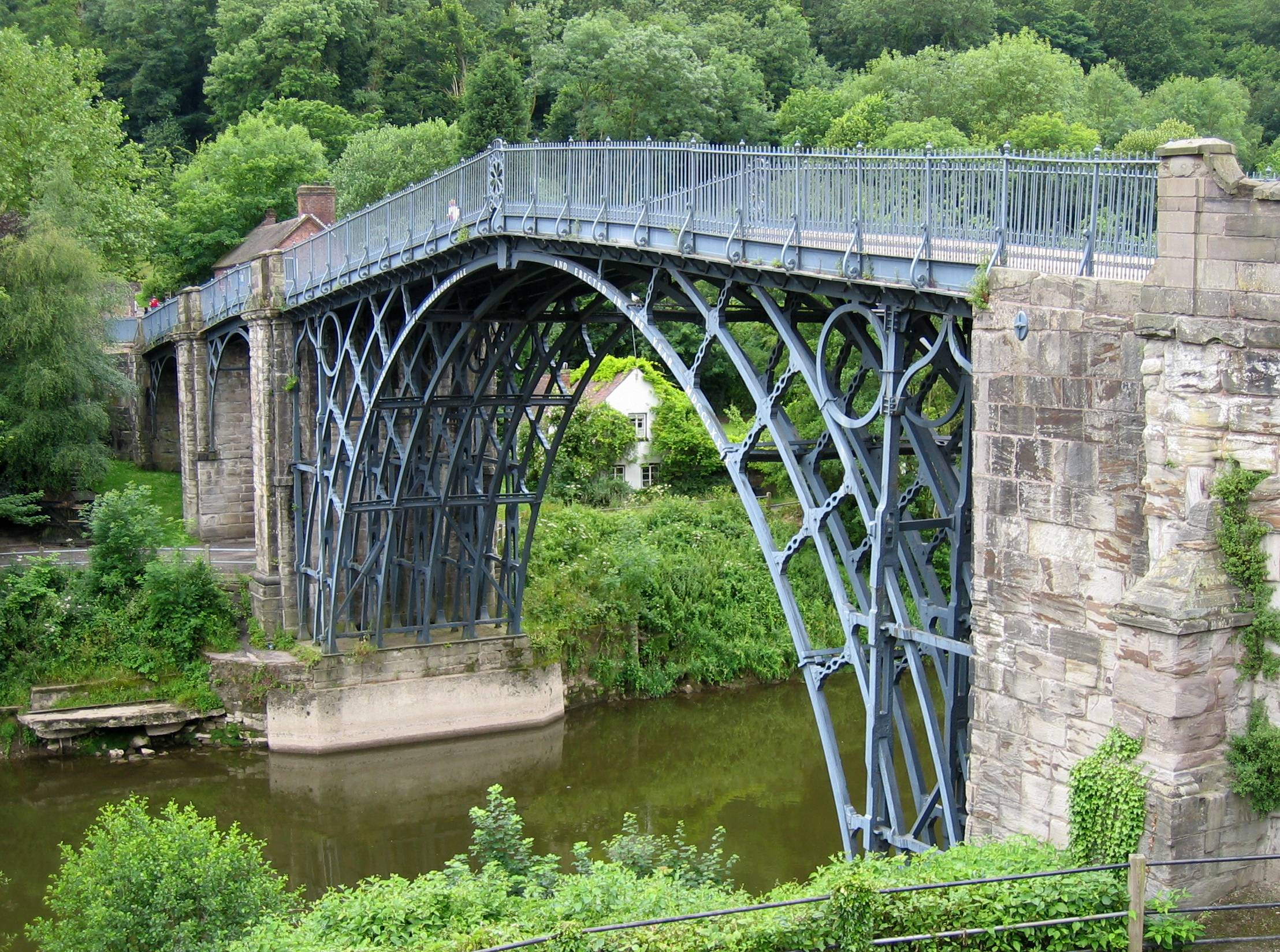

Az ipari régészet vagy iparrégészet az ipari örökséget vizsgálja. Definíciószerűen azt mondhatjuk, hogy „az iparrégészet nem más, mint az ipari tevékenység tanulmányozásának interdiszciplináris módszere, amely elsősorban az ipari forradalom kezdetétől, azaz a 18. század második felétől napjainkig tartó időszak emlékeire fordít figyelmet, de vizsgálja a preindusztriális és protoindusztriális korszakokat, illetve a technikatörténet által tárgyalt munkafolyamatokat is.”
„Ma Magyarországon az iparrégészet szinte kizárólag a hagyományos régészet azon ágát jelenti, amely elsősorban a föld ásványait a tűztechnika segítségével átalakító iparágak emlékeit vizsgálja régészeti, természettudományos és műszaki eljárások komplex alkalmazásával. A nemzetközi tudományban iparrégészetnek azt az új, átfogó szakterületet nevezik, amelynek célja az iparosítás által a közeli és távoli múltban megteremtett és a jelenben bennünket körülvevő történeti környezet megismerése és megértése.”